# Cerro Campanario (Bolivia)
Cerro Campanario es un pico de montaña en el extremo sur de Bolivia, ubicado en el municipio de Padcaya en la provincia de Arce del departamento de Tarija.
Cerro Campanario es el pico más alto de la Cordillera de Sama, así como la montaña con una altitud considerable más austral de la Cordillera Oriental en Bolivia ubicándose en la parte este de esta cordillera. Cuenta con una elevación de 4.682 m s. n. m. Está ubicado en la parte suroeste de la Cordillera de Sama, mientras que al oeste está la Pampa de Tajzara o Taxara con los lagos Laguna Grande y Laguna Tajzara (o Pujzara). La montaña está ubicada en el departamento de Tarija, 25 kilómetros al norte de la frontera con Argentina y 45 kilómetros al suroeste de la ciudad de Tarija, la capital departamental. La ciudad significativa más cercana, nueve kilómetros al noroeste, es Copacabana, con una población de 49 habitantes (INE 2012), tres kilómetros al sur de la Laguna Grande.